# Sima Zhao
Sima Zhao (211-265) foi um dos generais de Wei e também sucessor de ambos Sima Yi e Sima Shi. Em 260, ele matou Cao Mao em um golpe de estado e entronou Cao Huan como imperador de Wei. Participou de diversas campanhas contra Wu e Shu. Quando Shu foi subjugado em 263, ele se tornou rei de Jin, porém morreu um ano depois, passando o cargo para seu filho. Ele é retratado no Romance dos Três Reinos e tornou-se postumamente conhecido como rei Wen.